# Ian Smith
Ian Douglas Smith, GCLM, ID (ur. 8 kwietnia 1919 w Selukwe, zm. 20 listopada 2007 w Kapsztadzie) – pierwszy rodowity premier kolonii brytyjskiej – Rodezji Południowej. W 1965 ogłosił niepodległość Republiki Rodezji, a później jej wystąpienie z Brytyjskiej Wspólnoty Narodów.

## Życiorys

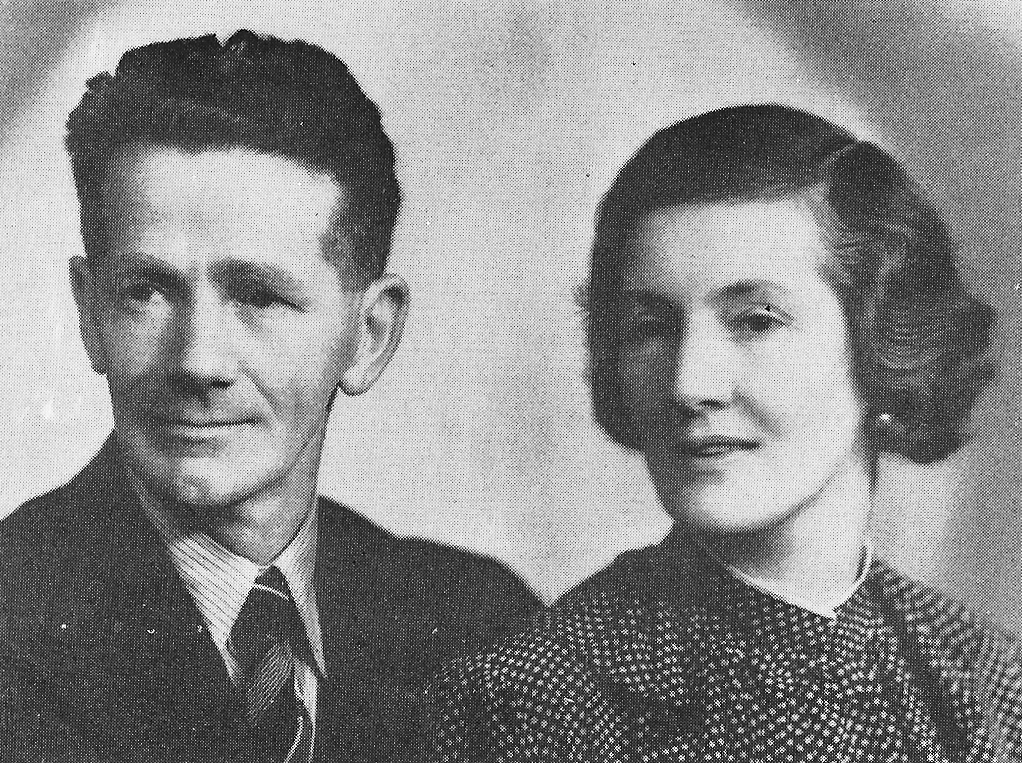
Jock i Agnes Smith, 1935

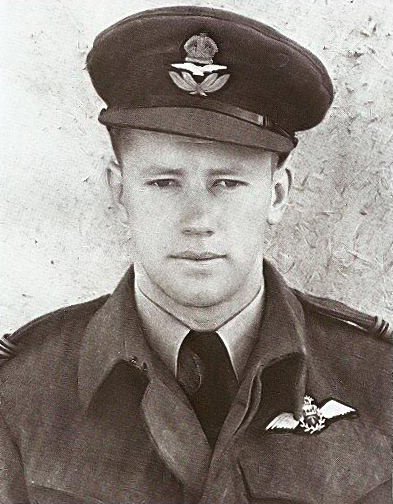
Ian Smith jako oficer RAF

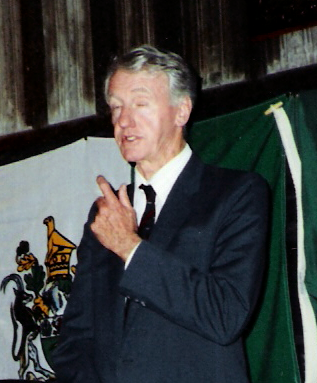
Ian Smith, 1990

Najmłodszy z trojga dzieci Johna „Jocka” i Agnes (z d. Hodgson) Smithów. Miał dwie starsze siostry – Phyllis i Joan. Uczęszczał do lokalnych szkół w Gwelo, następnie był studentem Rhodes University w Grahamstown. W 1939 roku przerwał studia i wstąpił do Royal Air Force. Jako pilot myśliwski został dwukrotnie zestrzelony, wówczas też doznał poparzenia twarzy, której część pozostała trwale sparaliżowana. W 1948 roku poślubił Janet Duvenage (z d. Watt), niedawno owdowiałą emigrantkę z Południowej Afryki, z którą miał jedno dziecko. Oprócz niego wychowywali jeszcze dwoje dzieci żony z poprzedniego małżeństwa – syna Roberta i córkę Jean. W tym samym roku po raz pierwszy został wybrany do parlamentu. Syn Smitha, Alec, jako nastolatek miał duże zamiłowanie do imprezowania, narkotyków i alkoholu, przez co miał trudne relacje ze swoimi konserwatywnymi, religijnymi rodzicami, zwłaszcza ze swoją matką. Pozostawał także w sporze politycznym z ojcem dotyczącym przyszłości Rodezji, przez który uciekł do Europy (został powołany do wojska i unikał wcielenia do armii). Tam poślubił Norweżkę o imieniu Elisabeth. Jean Smith w 1967 roku poślubiła Clema Tholeta, znanego wykonawcę rodezyjskich pieśni patriotycznych.
Po opuszczeniu uniwersytetu Ian Smith został wybrany do Zgromadzenia Parlamentarnego Rodezji Południowej. Wstąpił do rządzącej Partii Federalnej, gdy w 1953 roku formowała się Federacja Rodezji i Niasy. Kiedy federaliści ogłosili poparcie dla nowej konstytucji poszerzającej prawa polityczne większości murzyńskiej, Smith stworzył w 1961 roku Front Rodezyjski i przyciągnął do siebie „białych nacjonalistów”. Dzięki obietnicom stworzenia rządu opartego na białej mniejszości osiągnął duże poparcie w wyborach do parlamentu w 1962 roku. W kwietniu 1964, zostawszy premierem Rodezji Południowej (w 1963 doszło do rozwiązania federacji z Niasą), wydał swój pierwszy akt urzędowy, którym było wydalenie z kraju czterech czarnoskórych opozycjonistów. Zamieszki, które wybuchły wskutek tej decyzji, zostały stłumione przez policję. W czasie konferencji premierów Wspólnoty Narodów, odbywającej się w lipcu 1964, odmówił przyjęcia nowej konstytucji, która dawałaby czarnej większości możliwość przejęcia władzy. Kiedy dalsze negocjacje z Wielką Brytanią okazały się bezowocne, 11 listopada 1965 ogłosił niepodległość państwa. Wielka Brytania odmówiła uznania suwerenności Rodezji i zwróciła się do Rady Bezpieczeństwa ONZ o nałożenie sankcji gospodarczych na Rodezję. Po ich uchwaleniu Smith zerwał wszelkie więzy z Commonwealthem. 2 marca 1970 Rodezja została ogłoszona republiką.
Już w 1961 roku powstał Afrykański Ludowy Związek Zimbabwe (w skrócie ZAPU, nazwę „Zimbabwe” przyjął od nazwy zrujnowanej osady stanowiącej od IX do XIV wieku ognisko kultury kontynentu). Organizacja ta zdelegalizowana została dwa lata później, a jej lider Joshua Nkomo osadzony w więzieniu. Rząd Wielkiej Brytanii starał się bezskutecznie rozwiązać konflikt między opozycją a reżimem. W 1964 roku Afrykański Ludowy Związek Zimbabwe przeniósł się do sąsiedniej Zambii, gdzie utworzył organizację partyzancką pod nazwą Niezależna Ludowa Rewolucyjna Armia Zimbabwe i rozpoczął batalię partyzancką przeciwko rządowi. W 1963 roku powstała odrębna od ZAPU organizacja opozycyjna – Afrykański Narodowy Związek Zimbabwe (ZANU). Składała się ona z byłych członków ZAPU rozczarowanych umiarkowaną polityką kierownictwa partii. ZANU udało się w tym okresie zyskać masowe poparcie ludu Szona, najliczniejszej grupy etnicznej kraju. W 1976 roku ZAPU wraz ze swoim rywalem – ZANU, kierowanym przez Roberta Mugabe, utworzył Patriotyczny Front Zimbabwe (PF).
Na początku lat 70. doszło do wzrostu aktywności czarnej partyzantki, której przewodził Front Patriotyczny z Robertem Mugabe i Joshuą Nkomo na czele. Od 1972 partyzanci prowadzili akcje bojowe z baz na terytorium Mozambiku. W odpowiedzi na nie decyzją Smitha armia rodezyjska przeprowadziła działania odwetowe. Gospodarka kraju zaczęła cierpieć coraz bardziej ze względu na zwiększające się wydatki na siły pacyfikacyjne. Wraz z narastającymi walkami zwiększała się liczba białych imigrantów z Rodezji. Ostatecznie w 1977 roku Smith został zmuszony do rozmów z umiarkowanym przywódcą czarnych opozycjonistów – biskupem Abelem Muzorewą. Przekazanie władzy w rządzie czarnej większości rozpoczęło się w 1978 roku. Smith wówczas stał na czele Rady Wykonawczej, która czuwała nad całym procesem. Premierem pozostał do maja 1979, a później (już w rządzie Zimbabwe) pełnił funkcję ministra bez teki (od maja do grudnia). W parlamencie pozostał do 1987 roku.
Po zakończeniu działalności politycznej stał się krytykiem rządu Roberta Mugabe. W przeciwieństwie do wielu swoich współpracowników z okresu „białej supremacji” pozostał w Rodezji, mieszkając w komfortowych warunkach. Jego syn, Alec, wrócił z wygnania z Europy i został partnerem ojca w interesach, a następnie przejął rodzinną farmę. Rola dziadka dla dzieci Aleca była dla niego pociechą po stracie żony, która zmarła na białaczkę w 1994 roku. Działania „czarnych aktywistów”, zmierzające do wyrzucenia Smitha z jego posiadłości, spotykały się zawsze z szybką reakcją policji. W 2000 roku po serii krytycznych wypowiedzi Smitha pod adresem Mugabe (w których określił go m.in. jako „obłąkanego” i „psychicznie chorego”), byłemu premierowi zaczęto grozić aresztowaniem, jednak gróźb tych nie spełniono. W 2005 roku w związku z pogarszającym się stanem zdrowia Smith przeprowadził się do Kapsztadu w Południowej Afryce, gdzie opiekowali się nim już owdowiała Jean Tholet i Robert Smith. Alec, ku wielkiej rozpaczy ojca, wracając z Norwegii, zmarł na zawał serca w czasie przesiadki w Londynie.
Smith zmarł na udar mózgu 20 listopada 2007. Jego prochy rozsypano na jego rodzinnej farmie w dawnym Selukwe (dziś Shurugwi). Jego farma została przejęta przez rząd Mugabe w 2012 roku i oddana na użytek miejscowej uczelni.
Z wyznania był zagorzałym prezbiterianinem. Zasiadał w radzie swojego lokalnego kościoła. W przemówieniach często odnosił się do pojęcia „chrześcijańskiej cywilizacji”.

## Odznaczenia
- Wielki Komandor Legii Zasługi (Rodezja)
- Order Niepodległości (Rodezja)